# En nat i Paris
En nat i Paris (originaltitel Ce cochon de Morin) er en fransk stumfilm fra 1924 instrueret af Viktor Tourjansky.

## Medvirkende
- Nicolas Rimsky som M. Morin
- Denise Legeay som Henriette
- Louis Monfils som Tonnelet
- Jacques Guilhène som Labarbe
- René Donnio
- K. Melnikova som Mme. Morin